# Porte de Comté

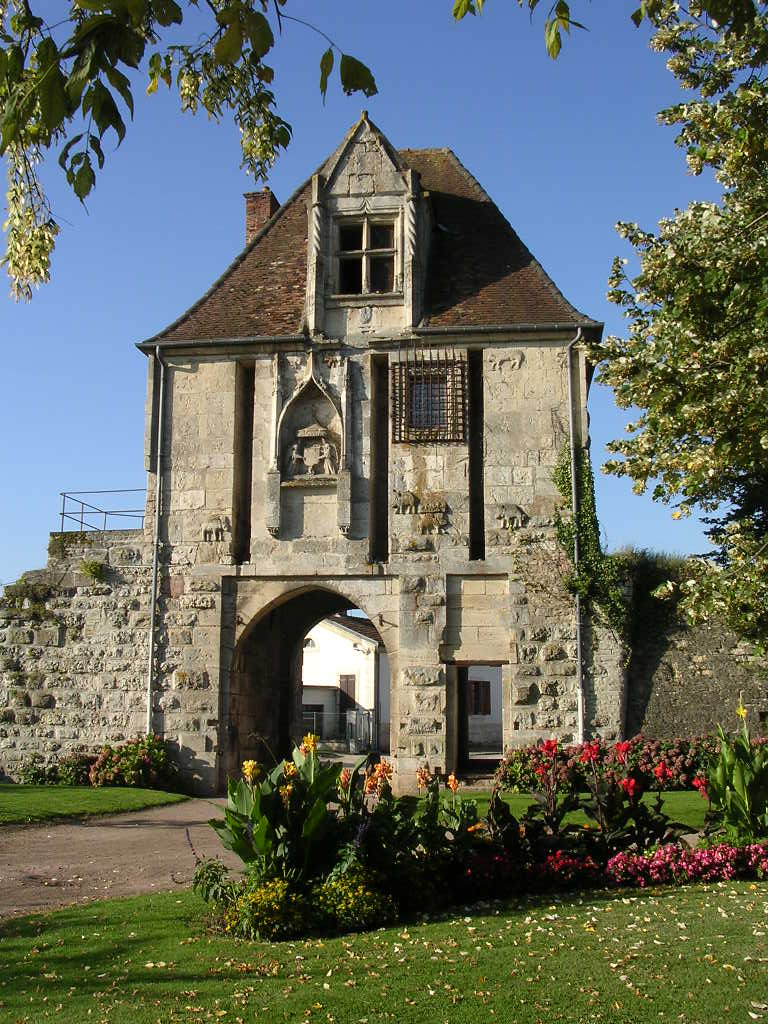
Buitenzijde van de Porte de Comté

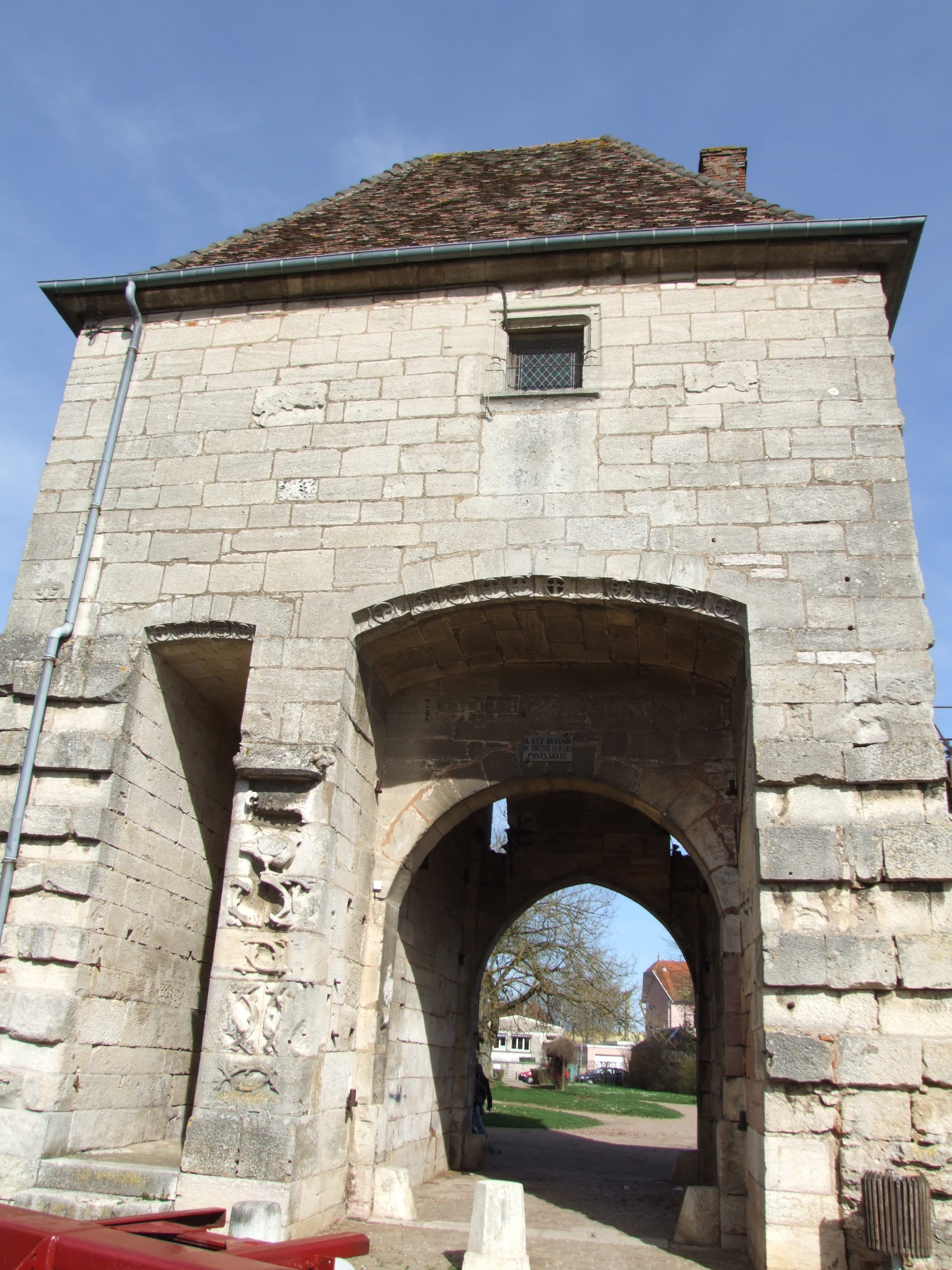
Binnenzijde

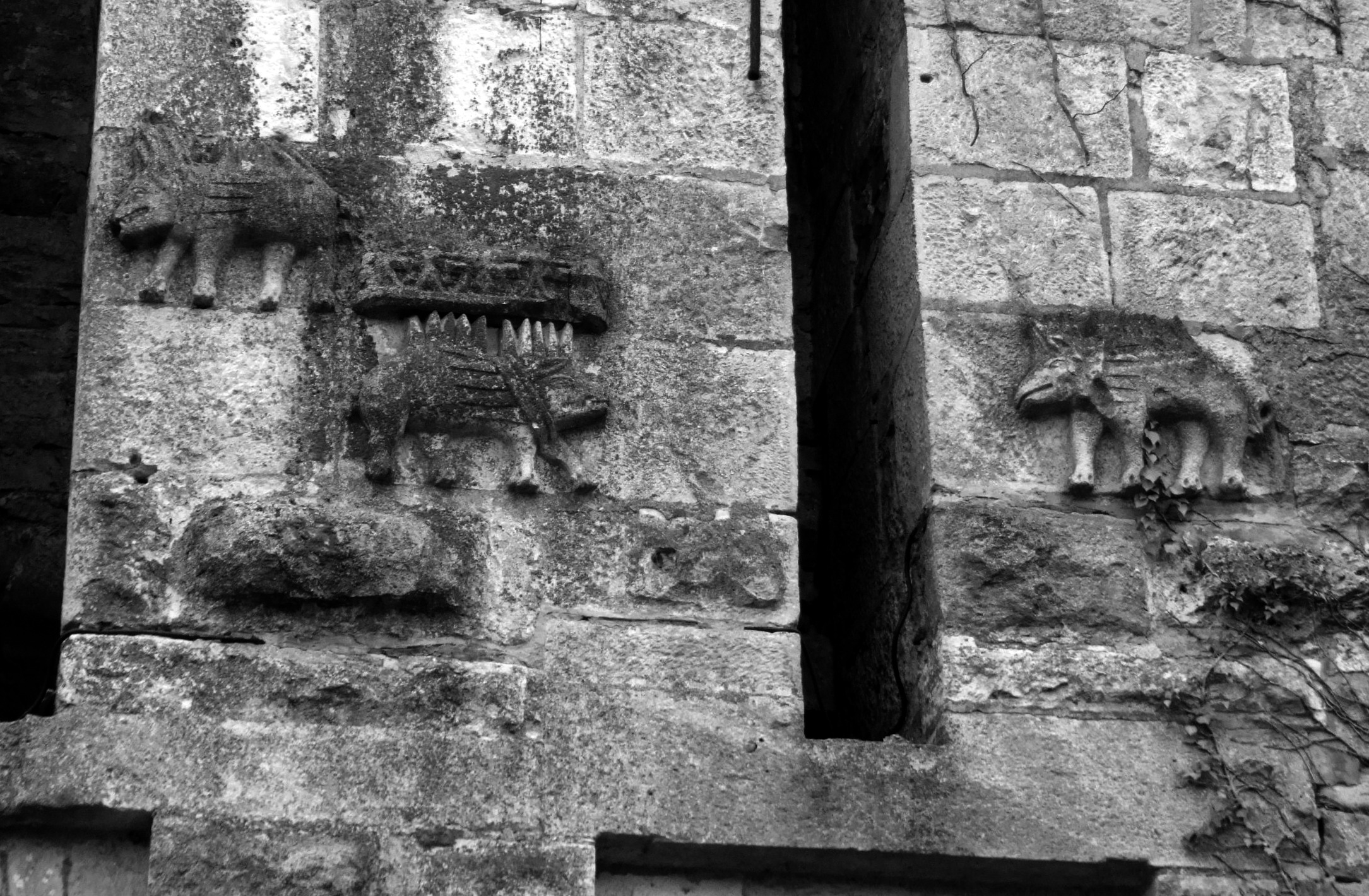
Fantasiedieren op de buitenzijde

De Porte de Comté is een stadspoort in de Franse stad Auxonne, een van de twee overgebleven stadspoorten. De poort in renaissancestijl werd gebouwd in 1503 als buitenste stadspoort aan de oostelijke zijde van de stad.

## Geschiedenis
De poort werd gebouwd in 1503 in opdracht van koning Lodewijk XII. Op 17 mei 1501 bezocht hij in gezelschap van koningin Anne van Bretagne de stad en inspecteerde er de fortificaties. In 1493 was de stad met het Verdrag van Senlis overgedragen van Bourgondië aan Frankrijk. De Fransen versterkten de stad als grensstad nabij Franche-Comté.
De stad bezat een stadsmuur met 26 torens en vier poorten: Porte de Flammerans in het noorden, Porte Dampnot in het oosten, Porte de Pantesson in het zuiden en Porte Digénoise in het westen langsheen de Saône. De Porte Dampnot op de belangrijke weg naar Dole en Franche-Comté, was een zwakke plek en daarom werd beslist een buitenpoort toe te voegen. De nieuwe poort lag niet in het verlengde van de Grande Rue en de Porte Dampnot. Het uitgaand verkeer moest een bocht naar links maken naar het bolwerk waar de Porte de Comté op werd gebouwd. Vervolgens moest het weer een bocht naar rechts nemen om op de baan naar Dole te geraken. Daarbij moesten ook twee bruggen over de gracht worden overgestoken.
In de 17e eeuw werd het bolwerk vervangen door een bastion met een halve maan ervoor. Aan het einde van de 19e eeuw werd beslist dat Auxonne geen vestingstad meer was en dat de versterkingen mochten worden afgebroken. Rond 1902 werd begonnen met de afbraak van de versterkingen aan de oostelijke zijde van de stad. De brug voor de poort en het bastion werden afgebroken maar het gemeentebestuur besliste dat de poort zelf bewaard moest blijven.
De poort werd beschermd als historisch monument in 1925.

## Beschrijving
De poort werd bewaard met aan beide zijden een klein stuk van de stadsmuren die ertegen gebouwd waren. De poort is gebouwd in renaissancestijl, heeft twee doorgangen (een voor paard en kar en een voor voetgangers) en is bekroond met een schilddak.

### Buitenzijde
De buitenzijde van de poort geeft uit op een openbaar park. Er is een groot dakvenster en boven de grote poort is er een beeldhouwwerk van twee grote engelen onder een baldakijn die een wapenschild vasthouden. Dit wapenschild is verweerd maar bevatte oorspronkelijk drie lelies, het wapenschild van Frankrijk. Achter elke engel is er een kleinere engel afgebeeld en onder het wapenschild een Sint-Michiel en de draak. Verder op de gevel zijn er allerlei fantasiedieren uitgehouwen, waarin men een stekelvarken kan herkennen, het symbool van Lodewijk XII. Het venster boven de voetgangerspoort heeft zijn oorspronkelijk ijzeren traliewerk bewaard.

### Binnenzijde
De binnenzijde van de poort is eenvoudiger. Het dak heeft geen dakkapel. Versieringen is een voorstelling van de twee overleden prinsen, kinderen van Lodewijk XII en Anne van Bretagne, en twee vervlochten stokken als symbool voor de familie Orléans.

### Poortgewelf
In het poortgewelf is een natuursteen ingemetst met daarop een relaas van de bouw van de poort. De tekst in nauwelijks leesbaar gotisch schrift is verdeeld over twee kolommen. De tekst luidt:

Pour le Roy de ce royaume régnant lors
fut fait ce boullovart
l’an cinq cens et III.
par monseigneur  Engelbert de Cleves
Conte de Nevers Lieutenant Gouverneur pour le Roy en Bourgogne fut fait le
devis de cette besoigne et estoit
son  Bailli Messire Jehan de Karolle
venant et  en ce lieu  commis pour solliciter les
ouvrages Anthoine Godefroy Capitaine de la
Ville et mortes-payes et estoit mandées des
Levés de Milice à l’extérieur principalement
de Pontailler et s’appeloit le Muraille
qu’il baztiza par son nom et pour lors estoit
à la ville avec aucuns le honnorable
homme le maire Huguenin Courtois et
estant la ville affectée vivement de
mortalité pour ce, vous qui ce lisés
priés Dieu pour les trépassés. Fait
année de l’incarnation du seigneur MDIII. Jeh Vainier.